# بروگتون
بروگتون (به انگلیسی: Broughton) یک محله مدنی و روستا در بریتانیا است که در چرول واقع شده‌است. بروگتون ۳٫۹۴ کیلومتر مربع مساحت و ۲۸۶ نفر جمعیت دارد.